# Achuzzat Barak
Achuzzat Barak (hebr. אחוזת ברק; ang. Ahuzat Barak; pol. Posiadłość Baraka) – wieś komunalna położona w Samorządzie Regionu Emek Jizre’el, w Dystrykcie Północnym, w Izraelu.

## Położenie
Achuzzat Barak jest położona na wysokości od 140 do 180 metrów n.p.m. we wschodnim skraju intensywnie użytkowanej rolniczo Dolinę Jezreel w Dolnej Galilei, na północy Izraela. Osada leży u podnóża północnych zboczy masywu góry Giwat ha-More (515 m n.p.m.). Okoliczny teren łagodnie opada w kierunku północnym i północno-wschodnim. Na zachód od osady przepływa strumień Tevet. W jej otoczeniu znajdują się miasto Afula, miasteczka Iksal i Kefar Tawor, moszawy Kefar Gidon i Tel Adaszim, kibuce Mizra i Dawerat, oraz wsie arabskie Na’in i Ad-Dahi. Na południowy wschód od wsi jest strefa przemysłowa Alon Tawor oraz baza wojskowa Na’ura.
Achuzzat Barak jest położony w Samorządzie Regionu Emek Jizre’el, w Poddystrykcie Jezreel, w Dystrykcie Północnym Izraela.

## Historia

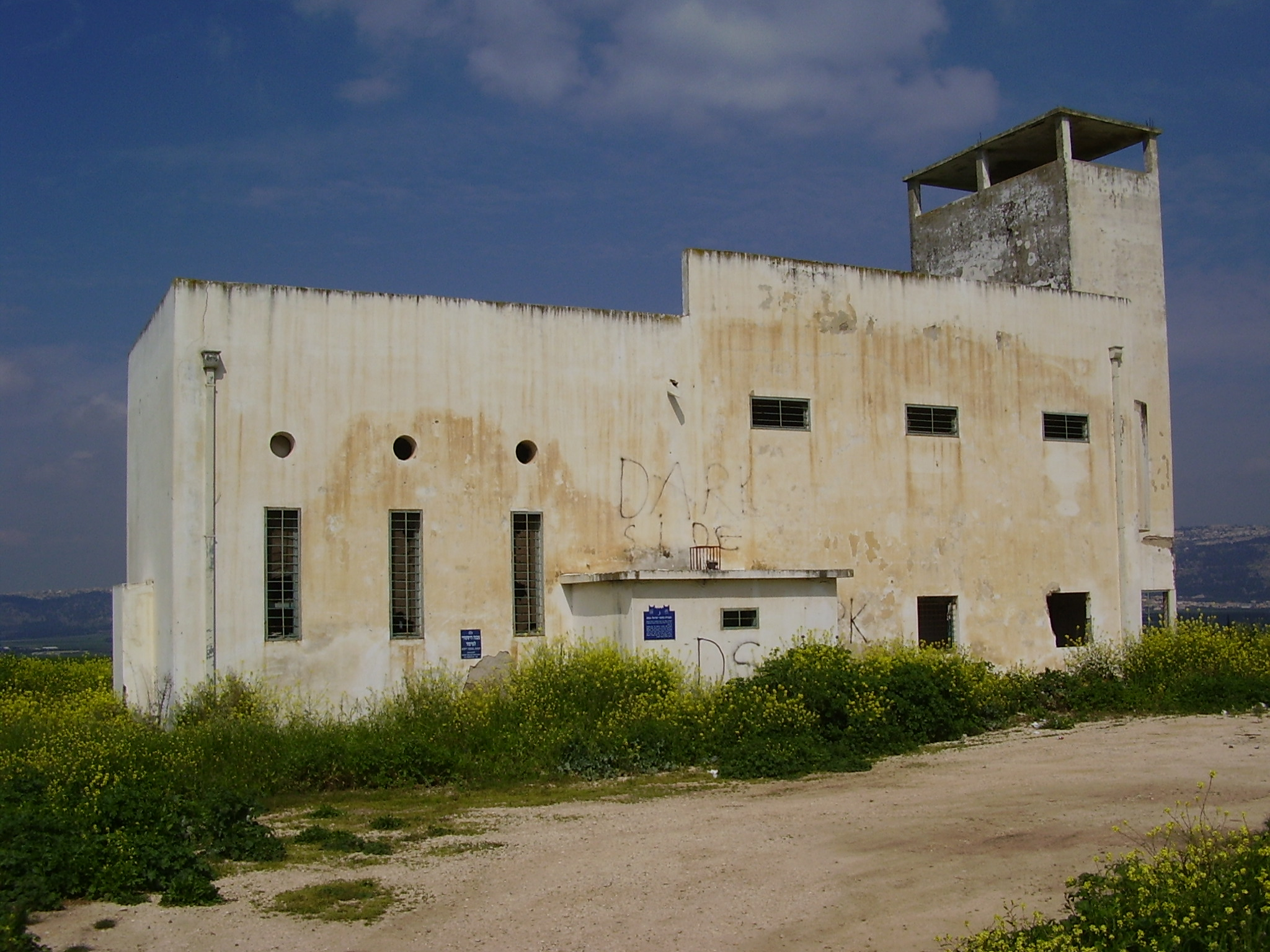
Machane Jisra’el przy wiosce

W wyniku I wojny światowej w 1918 roku cała Palestyna przeszła pod panowanie Brytyjczyków, którzy w 1922 roku formalnie utworzyli na tym obszarze Mandat Palestyny. Stworzyło to warunki do rozwoju osadnictwa żydowskiego w Palestynie. W latach 20. XX wieku organizacje syjonistyczne wykupiły znaczne grunty w Dolinie Jezreel. W takich okolicznościach w 1925 roku został założony w tej okolicy kibuc Machane Jisra’el. Z powodu licznych trudności ekonomicznych osada została jednak porzucona. Opuszczone ziemie zostały przeniesione w 1925 roku pod zarząd Żydowskiego Funduszu Narodowego. Część tej ziemi zajął utworzony w 1946 roku pobliski kibuc Dawerat. W poszukiwaniu skutecznego rozwiązania narastającego konfliktu izraelsko-arabskiego w dniu 29 listopada 1947 roku została przyjęta Rezolucja Zgromadzenia Ogólnego ONZ nr 181. Zakładała ona między innymi, że kibuc Dawerat miał znaleźć się w granicach nowo utworzonego państwa żydowskiego.
Pod koniec XX wieku deweloper budowlany zainteresował się koncepcją budowy w tym miejscu nowego osiedla mieszkaniowego, którego mieszkańcy mogliby pracować w sąsiednim mieście Afula i okolicznych strefach przemysłowych. W 1996 roku rozpoczęto budowę domów, a w dwa lata wprowadzili się do nich pierwsi mieszkańcy. Była to w całości prywatna inwestycja. Nazwa wsi nawiązuje do biblijnej postaci Baraka. W latach 2002–2003 osiedliła się tutaj grupa żydowskich imigrantów z Argentyny. Istnieją plany dalszej rozbudowy osady.

## Demografia
Większość mieszkańców wsi jest Żydami, jednak nie wszyscy identyfikują się z judaizmem. Tutejsza populacja jest świecka:

## Gospodarka i infrastruktura
Mieszkańcy wsi dojeżdżają do miejsc pracy położonych poza osadą. We wsi jest przychodnia zdrowia, sklep wielobranżowy i stacja benzynowa.

## Transport
Ze wsi wyjeżdża się na południowy wschód na drogę nr 65, którą jadąc na południowy zachód dojeżdża się do wsi Na’in i dalej do miasta Afula, lub jadąc na wschód dojeżdża się do skrzyżowania z drogą nr 716 i dalej do miasteczka Szibli-Umm al-Ganam. Lokalna droga prowadzi na wschód do kibucu Dawerat.

## Edukacja i kultura
Wieś posiada własne przedszkole. Starsze dzieci są dowożone do szkół w kibucach Harduf i Jifat. We wsi jest ośrodek kultury z biblioteką, sala sportowa z siłownią, boiska oraz korty tenisowe. Jest tu także synagoga oraz mykwa.

## Turystyka
Lokalną atrakcją jest położony na wschód od wsi, Machane Jisra’el. Został on utworzony w 1925 roku w niesprzyjającym arabskim otoczeniu. Próba tego wczesnego żydowskiego osadnictwa nie powiodła się, czego pamiątką jest ten biały dwukondygnacyjny budynek.